# Riotuerto
Riotuerto là một đô thị trong tỉnh Cantabria, Tây Ban Nha.